# Karl Jordan (zoolog)
Heinrich Ernst Karl Jordan, född den 7 december 1861 i Hannover, död den 12 januari 1959, var en tysk entomolog. 
Han specialiserade sig i skalbaggar, fjärilar och loppor. Jordan publicerade över 400 rapporter, många i samarbete med Charles och Walter Rothschild. Han beskrev själv 2 575 nya arter och ytterligare 851 i samarbete med Rothschilds. 
Jordan var Fellow of the Royal Society. Mellan 1929 och 1930 var han ordförande i Entomological Society of London.